# Golpe de estadio
Golpe de estadio és una pel·lícula colombiana dirigida per Sergio Cabrera, produïda per Tomás Zapata i estrenada en 1998. Tracta el tema del conflicte armat colombià emprant elements de la comèdia popular. Va ser candidata al Goya a la millor pel·lícula estrangera de parla hispana de 1999. Fou candidata de Colòmbia a l'Oscar a la millor pel·lícula de parla no anglesa, però finalment no fou seleccionada.

## Argument
Una empresa petroliera ha instal·lat un campament per a la recerca geològica en un petit caseriu de Colòmbia al qual han batejat com a Nuevo Texas pel que es converteix en blanc de la guerrilla que sosté constants enfrontaments amb les forces policials de la zona. L'enfrontament es veu alterat per l'interès dels bàndols de seguir la transmissió de les eliminatòries del mundial de futbol dels Estats Units 94 pel que acaben fent una treva per a reunir-se a veure la trobada entre la Selecció Colombiana i la Selecció Argentina en l'únic televisor que queda funcionant en el poblat.

## Repartiment
- Emma Suárez - María
- Nicolás Montero - Carlos
- César Mora - Sargento García
- Flavio Caballero - Comandante Felipe
- Humberto Dorado - Padre Bueno
- Raúl J. Sender - José Josu
- Lorena Forteza - Bárbara Berleti
- Andrea Giordana - Klaus Mauser
- Luis Eduardo Arango - Álvarez
- Florina Lemaitre - Lucía
- Mimí Lazo - Samara
- Arianna Cabezas - Chica Titanic
- Claude Pimont - Paul Greenfield

1. ↑  Golpe de estadio al web dels Goya
2. ↑  Academy of Motion Picture Arts and Sciences (1999-11-22). "Record 47 Countries In Oscar Contention". Nota de premsa.  Consulta: 2008-08-20.
3. ↑  Golpe de estadio a Fotogramas